# Gare de Marche-en-Famenne
La gare de Marche-en-Famenne est une gare ferroviaire belge de la ligne 43, de Liège (Angleur) à Marloie, située dans la ville de Marche-en-Famenne, en Région wallonne, dans la province de Luxembourg.
Elle est mise en service en 1865, par la Grande compagnie du Luxembourg. C'est une halte ferroviaire de la Société nationale des chemins de fer belges (SNCB), desservie par des trains omnibus (L) et heure de pointe (P).

## Situation ferroviaire
Établie à 173 mètres d'altitude, la gare de Marche-en-Famenne est située au point kilométrique (PK) 58,70 de la ligne 43, de Liège (Angleur) à Marloie, entre les gares ouvertes de Melreux-Hotton et de Marloie.

## Histoire
La station de Marche, est mise en service le 25 juillet 1865 par la Grande compagnie du Luxembourg lorsqu'elle ouvre à l'exploitation la section de Merleux à Marloie. Le 1er août 1866, la ligne est prolongée de Melreux à Liège-Guillemins, ce qui permet l'ouverture dans la totalité de la ligne de l'Ourthe.
Elle fut renommée Marche-en-Famenne en 1936.

### La gare de 1865
Pour la construction de ses gares, la Grande Compagnie du Luxembourg réalisa plusieurs modèles standards et choisit, pour Marche-en-Famenne un modèle de bâtiment Néo-classique à deux niveaux composé, au centre, d'un élément de trois travées sous toit à pavillon flanqué de part et d'autre par deux ailes symétriques à un étage de trois travées sous bâtière avec un oculus au niveau de chaque pignon. Au rez-de-chaussée, toutes les ouvertures sont des portes surmontées d'arcs en plein cintre. À l’étage, les fenêtres sont rectangulaires.
De telles gares furent édifiées à Marche-en-Famenne et à Comblain-au-Pont. La gare de Gembloux (désormais démolie) possède des similitudes avec ce plan et son aspect est peut-être le résultat d'un surhaussement d'une gare de ce type.
Une annexe à toit plat est venue se greffer à une des ailes du bâtiment à une date inconnue.  La gare de Marche-en-Famenne est dotée d'une marquise, qui existe toujours, couvrant uniquement une des ailes sans protéger le quai au milieu du corps central.
Les oculi des ailes ont été occultés lors de la rénovation du bâtiment et sont couverts d'un revêtement en zinc.

## Service des voyageurs

### Accueil
Halte SNCB, c'est un point d'arrêt non géré (PANG) à accès libre.

### Dessertes
Marche-en-Famenne est desservie par des trains omnibus (L) et d’heure de pointe (P) de la SNCB.
La desserte comprend des trains L qui effectuent des missions entre les gares de Liers et de Marloie, ou Rochefort-Jemelle. Elle est également desservie par une paire de trains P circulant entre Liège-Saint-Lambert et Rochefort-Jemelle ainsi qu'un train P Liège-Guillemins - Marloie.
En été, un unique train touristique (ICT) circulant le matin entre Liers et Rochefort-Jemelle se rajoute aux trains L de cette relation durant les weekends.
Avec le nouvel horaire de décembre 2017, un unique train P reliant Arlon à Liège-Saint-Lambert les dimanches soir a été rajouté en vertu d’une nouvelle politique qui consiste à ajouter des trains supplémentaires durant les week-ends à destination des étudiants.

### Intermodalité
Un parking pour les véhicules y est aménagé. Elle est desservie par des bus.

## Comptage voyageurs
Ce graphique et tableau montre le nombre de voyageurs embarquant en moyenne durant la semaine, le samedi et le dimanche.
| Nombre de passagers qui embarquent à la gare de Marche-en-Famenne | Nombre de passagers qui embarquent à la gare de Marche-en-Famenne | Nombre de passagers qui embarquent à la gare de Marche-en-Famenne | Nombre de passagers qui embarquent à la gare de Marche-en-Famenne |
|                                                                   | Semaine                                                           | Samedi                                                            | Dimanche                                                          |
| ----------------------------------------------------------------- | ----------------------------------------------------------------- | ----------------------------------------------------------------- | ----------------------------------------------------------------- |
| 1977                                                              | 340                                                               | 82                                                                | 73                                                                |
| 1978                                                              | 377                                                               | 87                                                                | 84                                                                |
| 1979                                                              | 359                                                               | 81                                                                | 103                                                               |
| 1980                                                              | 348                                                               | 82                                                                | 120                                                               |
| 1981                                                              | 311                                                               | 108                                                               | 105                                                               |
| 1982                                                              | 324                                                               | 78                                                                | 67                                                                |
| 1983                                                              | 383                                                               | 63                                                                | 71                                                                |
| 1984                                                              | 354                                                               | 80                                                                | 97                                                                |
| 1985                                                              | 390                                                               | 77                                                                | 104                                                               |
| 1986                                                              | 356                                                               | 79                                                                | 113                                                               |
| 1987                                                              | 350                                                               | 86                                                                | 103                                                               |
| 1988                                                              | 359                                                               | 181                                                               | 112                                                               |
| 1989                                                              | 307                                                               | 86                                                                | 68                                                                |
| 1990                                                              | 215                                                               | 82                                                                | 102                                                               |
| 1991                                                              | 361                                                               | 82                                                                | 91                                                                |
| 1992                                                              | 278                                                               | 84                                                                | 96                                                                |
| 1993                                                              | 247                                                               | 61                                                                | 96                                                                |
| 1994                                                              | 285                                                               | 71                                                                | 95                                                                |
| 1995                                                              | 214                                                               | 65                                                                | 71                                                                |
| 1996                                                              | 250                                                               | 87                                                                | 131                                                               |
| 1997                                                              | 295                                                               | 71                                                                | 126                                                               |
| 1998                                                              | 304                                                               | 74                                                                | 132                                                               |
| 1999                                                              | 318                                                               | 55                                                                | 130                                                               |
| 2000                                                              | 394                                                               | 78                                                                | 106                                                               |
| 2001                                                              | 312                                                               | 84                                                                | 96                                                                |
| 2002                                                              | 303                                                               | 74                                                                | 107                                                               |
| 2003                                                              | 304                                                               | 93                                                                | 146                                                               |
| 2004                                                              | 312                                                               | 80                                                                | 181                                                               |
| 2005                                                              | 363                                                               | 100                                                               | 169                                                               |
| 2006                                                              | 339                                                               | 124                                                               | 145                                                               |
| 2007                                                              | 329                                                               | 122                                                               | 177                                                               |
| 2008                                                              | -                                                                 | -                                                                 | -                                                                 |
| 2009                                                              | 372                                                               | 105                                                               | 235                                                               |
| 2010                                                              | -                                                                 | -                                                                 | -                                                                 |
| 2011                                                              | -                                                                 | -                                                                 | -                                                                 |
| 2012                                                              | 412                                                               | 122                                                               | 202                                                               |
| 2013                                                              | 413                                                               | 109                                                               | 215                                                               |
| 2014                                                              | 491                                                               | 113                                                               | 188                                                               |
| 2015                                                              | 410                                                               | 117                                                               | 147                                                               |
| 2016                                                              | 397                                                               | 114                                                               | 214                                                               |
| 2017                                                              | 360                                                               | 132                                                               | 287                                                               |
| 2018                                                              | 340                                                               | 91                                                                | 123                                                               |
| 2019                                                              | 356                                                               | 97                                                                | 145                                                               |
| 2020                                                              | 265                                                               | 88                                                                | 125                                                               |
| 2021                                                              | -                                                                 | -                                                                 | -                                                                 |
| 2022                                                              | 445                                                               | 96                                                                | 190                                                               |
| 2023                                                              | 441                                                               | 92                                                                | 145                                                               |
| 2024                                                              | 318                                                               | 143                                                               | 201                                                               |